# Zara (kansspel)
Zara (ook Azar genoemd) was een dobbelspel voor twee personen met drie dobbelstenen, dat in de Middeleeuwen erg populair was, en gespeeld werd tot in de 19de eeuw.

## Etymologie
De term komt vermoedelijk van het (klassiek) Arabische woord 'az zahr', waarin zahr refereert aan de dobbelsteen. Na de terugkomst van de kruisvaarders, werd het vanaf de 13-14de eeuw geassocieerd met dobbelspelen, en via Spanje overgenomen in verschillende West-Europese talen,  in de betekenis van kansen (en het gevaar dat men daarbij loopt). 

## Zara in de (klassieke) literatuur
Bij verscheidene historische figuren is informatie over dit dobbelspel te vinden:
- Bij Alfons X van Castilië (bijgenaamd de Wijze) in zijn Libro de los Juegos, een vertaling naar het Castiliaans van een Arabisch boek; er werden illustraties toegevoegd (1283). De informatie over het Zara dobbelspel begint op folio 67r.[3]

- Bij Dante Alighieri in zijn Divina Commedia (Purgatorio, Canto VI,1-3)
- meer dan drie eeuwen later antwoordde Galileo Galilei (Opere 14)[4]  een Florentijns edelman dat in het Zara spel de scores 10 en 11 meer leken voor te komen dan de scores 9 and 12 ...

In hedendaagse  historische romans wordt er ook naar verwezen:
- De Rekenmeester, Dieter Jörgensen[5]

## De spelregels
Er zijn vele varianten in omloop; hier worden de spelregels van het Spelboek van Alfonso X gevolgd:
Algemeenheden
- Aantal spelers: 
  - 2
- Materiaal: 
  - een dobbelsteenbaan
  - drie symmetrische zeszijdige dobbelstenen
- Doel:
  - Wie een vooraf bepaalde som van de drie dobbelstenen gooit, wint het spel.
- Woordenschat:
  - een azar  : als de som van de drie dobbelstenen 3,4,5,6 of 15,16,17,18 is (deze sommen hebben een iets lagere kans om te werpen)
  - een geluksscore: als de som tussen 7 en 14 ligt (deze sommen hebben een iets hogere kans om te werpen dan een azar)
  - een reazar  : een azar na een geluksscore

Begin van het spel
- als de eerste speler een azar werpt, wint hij/zij meteen het spel (nog voor het goed en wel begonnen is...)
- als de eerste speler een geluksscore werpt, krijgt de tegenstander deze geluksscore (bv. 12)
  - Als de eerste speler bij de eerste worp een geluksscore werpt, dan moet die eerste speler opnieuw gooien:
    - als hij/zij nu een azar werpt, wordt dat een reazar genoemd, en verliest hij/zij het spel (nog voor het goed en wel begonnen is...)
    - als hij/zij een geluksscore werpt, verschillend van de eerste worp, wordt dit zijn/haar geluksscore (bv. 8)
    - als hij/zij een gelijkscore werpt identiek aan de eerste worp, moet het spel opnieuw beginnen

Vervolg
- Vervolgens werpen de spelers om beurten met de drie dobbelstenen:
  - de azars worden genegeerd (3,4,5,6,15,16,17,18)
  - de geluksscores die niet geworpen werden bij de eerste twee worpen, worden eveneens genegeerd (9,10,11,13,14 in het voorbeeld)

Einde van het spel
- De eerste die zijn/haar geluksscore werpt wint het spel
- Diegene die de geluksscore van zijn/haar tegenstander werpt, verliest het spel

## Kansberekening
Bij het werpen van drie gelijkwaardige zeskantige dobbelstenen (x,y,z) zijn er in totaal 6x6x6=216 getalcombinaties mogelijk; echter, de kans (of waarschijnlijkheid) om één bepaalde som te werpen is niet even groot voor elke som.
Volgens de theorie van Pierre Simon de Laplaceis de Waarschijnlijkheid (P) om ....
- ... drie dezelfde getallen te werpen:                     P(x,x,x): {\textstyle \left[{\frac {1}{216}}\right]}
- ... twee dezelfde en één ander getal te werpen:  P(x,x,y): {\textstyle \left[{\frac {3}{216}}\right]}    (x,x,y),(x,y,x) en (y,x,x) geven telkens dezelfde som als resultaat
- ... drie verschillende getallen te werpen:             P(x,y,z) : {\textstyle \left[{\frac {6}{216}}\right]}    (x,y,z),(x,z,y),(y,x,z),(y,z,x),(z,x,y) en (z,y,x) gevens telkens dezelfde som als resultaat

Zo komen we tot de volgende waarschijnlijkheden voor het Zara spel:
|              | som | mogelijkheden                        | Waarschijnlijkheid (breuk) | Waarschijnlijkheid totaal (breuk) | Waarschijnlijkheid totaal (%) |
| ------------ | --- | ------------------------------------ | -------------------------- | --------------------------------- | ----------------------------- |
| zara         | 3   | 1+1+1                                | 1x1/216                    | 1/216                             | 0,46%                         |
| zara         | 4   | 1+1+2                                | 1x3/216                    | 3/216                             | 1,39%                         |
| zara         | 5   | 1+1+3/1+2+2                          | 2x3/216                    | 6/216                             | 2,78%                         |
| zara         | 6   | 1+2+3 1+1+4 2+2+2                    | 1x6/216 1x3/216 1x1/216    | 10/216                            | 4,63%                         |
| geluks score | 7   | 1+2+4 1+1+5/1+3+3/2+2+3              | 1x6/216 3x3/216            | 15/216                            | 6,94%                         |
| geluks score | 8   | 1+2+5/1+3+4 1+1+6/2+2+4/2+3+3        | 2x6/216 3x3/216            | 21/216                            | 9,72%                         |
| geluks score | 9   | 1+2+6/1+3+5/2+3+4 1+4+4/2+2+5 3+3+3  | 3x 6/216 2x 3/216 1x 1/216 | 25/216                            | 11,57%                        |
| geluks score | 10  | 1+3+6/1+4+5/2+3+5 2+2+6/2+4+4/3+3+4  | 3x6/216 3x3/216            | 27/216                            | 12,50%                        |
| geluks score | 11  | 1+4+6/2+3+6/2+4+5/ 1+5+5/3+3+5/3+4+4 | 3x6/216 3x3/216            | 27/216                            | 12,50%                        |
| geluks score | 12  | 1+5+6/2+4+6/3+4+5 2+5+5/3+3+6 4+4+4  | 3x 6/216 2x 3/216 1x 1/216 | 25/216                            | 11,57%                        |
| geluks score | 13  | 2+5+6/3+4+6 6+6+1/5+5+3/4+4+5        | 2x6/216 3x3/216            | 21/216                            | 9,72%                         |
| geluks score | 14  | 3+5+6 4+4+6/5+5+4/6+6+2              | 1x6/216 3x3/216            | 15/216                            | 6,94%                         |
| zara         | 15  | 4+5+6 6+6+3 5+5+5                    | 1x6/216 1x3/216 1x1/216    | 10/216                            | 4,63%                         |
| zara         | 16  | 6+6+4/5+5+6                          | 2x3/216                    | 6/216                             | 2,78%                         |
| zara         | 17  | 5+6+6                                | 1x3/216                    | 3/216                             | 1,39%                         |
| zara         | 18  | 6-6-6                                | 1x1/216                    | 1/216                             | 0,46%                         |
| totaal       |     |                                      | 216/216                    | 216/216                           | 100%                          |